# Madugandí
Madugandi és una comarca indígena de Panamà. Va ser creada en 1996 a partir de territoris d'aquest de la província de Panamà, en el districte de Chepo. És una comarca d'ètnia kuna. Actualment no està dividida en districtes però la capital és Kapua Yala